# Lascia ch'io pianga

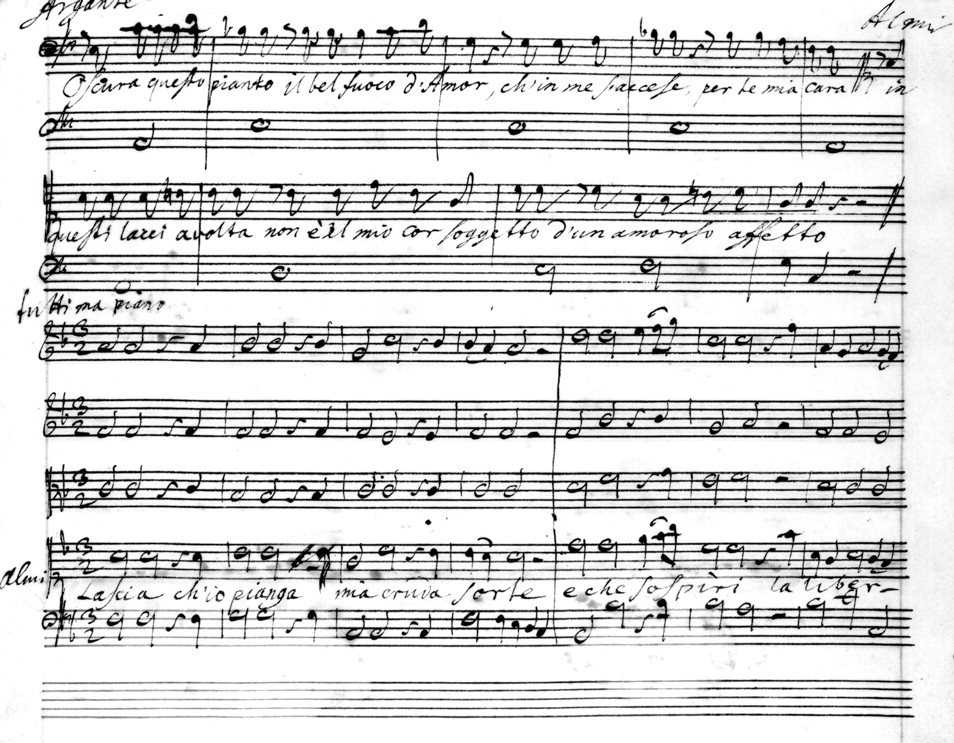
Fragmento de la partitura autógrafa de Händel.

«Lascia ch'io pianga» es una aria para soprano compuesta por Georg Friedrich Händel. Fue concebida como una zarabanda en la ópera Almira, reina de Castilla, de 1705. Como aria fue usada por primera vez en 1708 en el oratorio El triunfo del tiempo y del desengaño, con un texto distinto y bajo el nombre «Lascia la spina, cogli la rosa». Händel luego modificó su trabajo para el acto II de su ópera de 1711, Rinaldo, donde se la dio al personaje Almirena (interpretada por primera vez por Isabella Girardeau). Rinaldo fue un gran éxito y es con esta ópera con la que el aria es asociada por lo general. 
La pieza ha sido interpretada por un gran número de cantantes, entre ellos Barbra Streisand, Sissel, Sarah Brightman, Montserrat Caballé, Marilyn Horne, Teresa Berganza, Jessye Norman Nathalie Stutzmann, Malena Ernman, Cecilia Bartoli, Franco Fagioli, Philippe Jaroussky y José Carreras. También aparece en numerosas películas, entre las que se incluyen Farinelli, All Things Fair, L.I.E., Antichrist, y Amanece, que no es poco.

## Letra

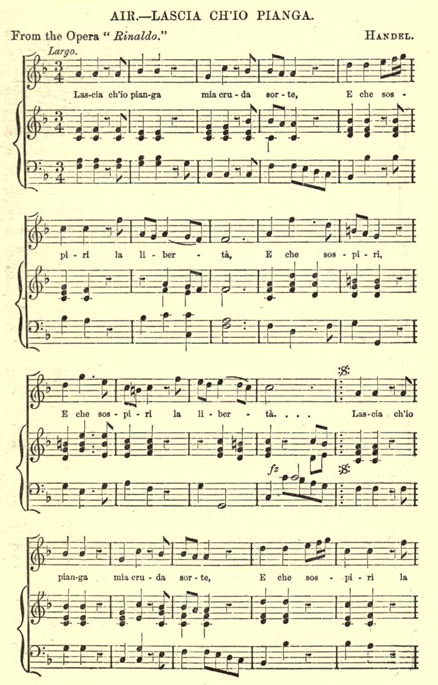
Principio de la canción.

El libreto fue escrito por Giacomo Rossi.
| Lascia ch'io pianga mia cruda sorte, e che sospiri la libertà; Il duolo infranga queste ritorte de' miei martiri sol per pietà. | Deja que llore mi cruel suerte, y que suspire por la libertad; Que el dolor quiebre estas cadenas de mis martirios sólo por piedad. |